# Pfarrhaus (Hattenhofen)

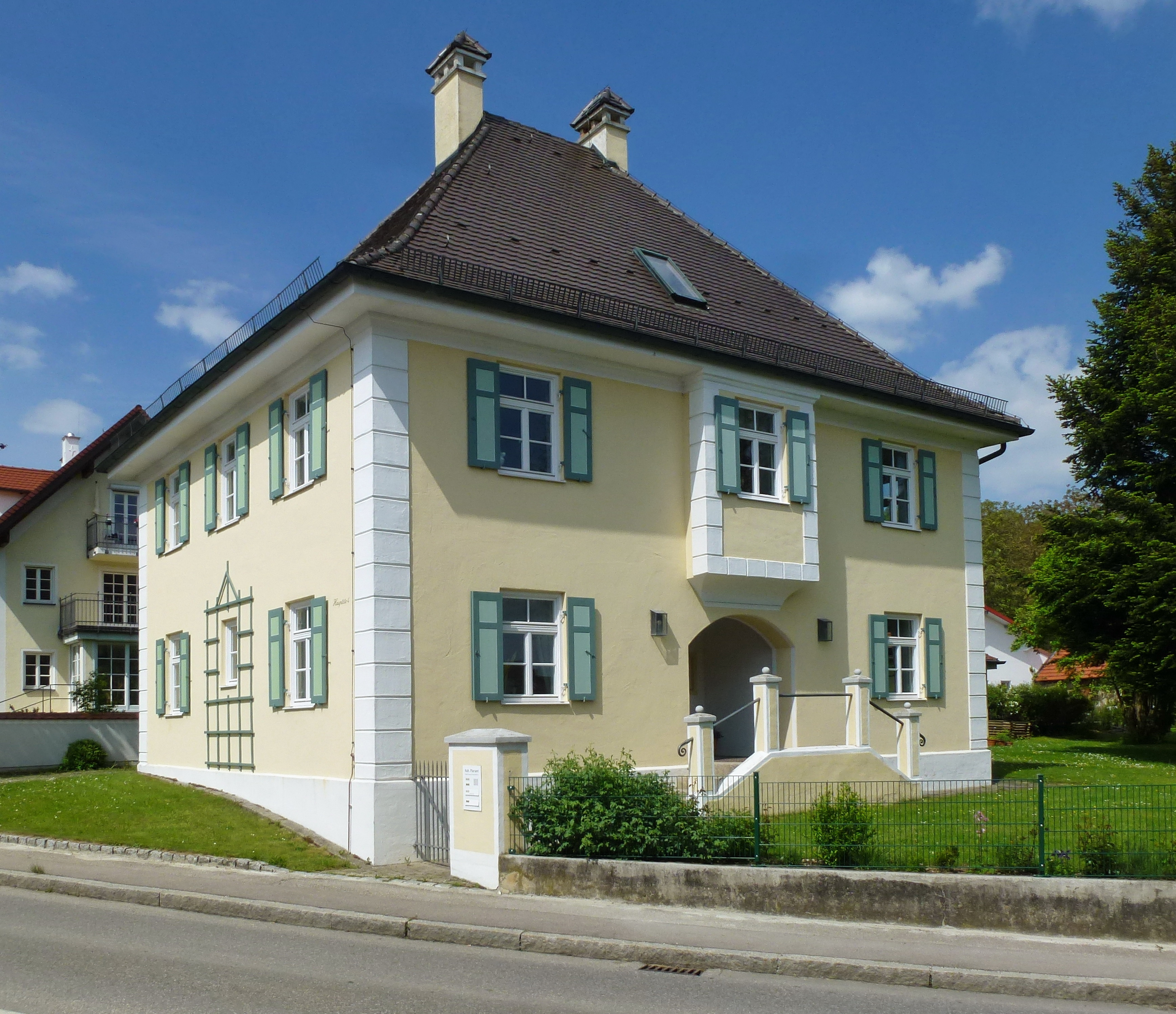
Pfarrhaus in Hattenhofen

Das katholische Pfarrhaus in Hattenhofen, einer Gemeinde im oberbayerischen Landkreis Fürstenfeldbruck, wurde 1915 errichtet. Das Pfarrhaus an der Hauptstraße 4 ist ein geschütztes Baudenkmal.
Der zweigeschossige kubische Walmdachbau mit Eckrustika im Stil des reduzierten Historismus wurde vom Architekten Balthasar Hafenmeier für den Gastwirt Andreas Eberl errichtet.